# Las Rosas (stacja metra)
Las Rosas – stacja metra madryckiego na linii 2, położona w dystrykcie San Blas-Canillejas. Jest końcową stacją na linii. Została wybudowana w ramach trwającej w latach 2008–2011 rozbudowy linii 2 w kierunku dzielnicy Las Rosas. Otwarcie nastąpiło 16 marca 2011.